# 高寒花蟹蛛
高寒花蟹蛛（学名：Xysticus alsus）为蟹蛛科花蟹蛛属的动物。在中国大陆，分布于陕西等地。该物种的模式产地在陕西秦岭。